# Lisa Blunt Rochester
Lisa LaTrelle Blunt Rochester (ur. 10 lutego 1962 w Filadelfii) – amerykańska polityczka, członkini Partii Demokratycznej.

## Działalność polityczna
Od 3 stycznia 2017 jest przedstawicielką stanu Delaware w Izbie Reprezentantów Stanów Zjednoczonych.